# Teodora Ungureanu

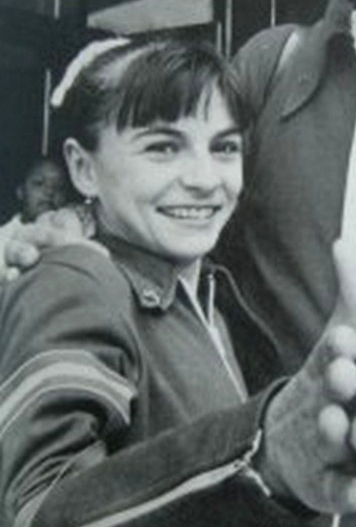
Teodora Ungureanu

Teodora Ungureanu, nach Heirat Teodora Cepoi, (* 13. November 1960 in Reșița) ist eine ehemalige rumänische Kunstturnerin.
Sie begann in Reșița im Alter von neun Jahren mit dem Turnen. Mit elf wechselte sie nach Onești, wo auch Nadia Comăneci trainierte. 1976 nahm sie an den Olympischen Spielen teil. In Montreal gewann Ungureanu mit der rumänischen Mannschaft mit Nadia Comăneci, Mariana Constantin, Georgeta Gabor, Anca Grigoraș und Gabriela Trușcă die Silbermedaille. Außerdem gewann sie Silber am Stufenbarren, Bronze am Schwebebalken und wurde Vierte im Einzelmehrkampf.
Bei den Turn-Europameisterschaften 1977 erreichte Ungureanu im Mehrkampf den vierten Platz, wurde Siebte am Stufenbarren und Achte im Sprung. 1978 gewann sie bei den Weltmeisterschaften mit der rumänischen Equipe die Silbermedaille. Bei der Universiade 1979 gewann sie dreimal Gold, im Mehrkampf, am Stufenbarren und am Schwebebalken, sowie Silber am Boden und Bronze beim Sprung.
1980 heiratete sie Sorin Cepoi, ebenfalls Turner und Olympiateilnehmer 1976 und 1980. Die beiden traten nach der Sportkarriere im Zirkus auf und arbeiteten als Trainer, zuerst in Rumänien und dann in Frankreich. 1993 zogen sie in die USA.
2001 wurde sie in die International Gymnastics Hall of Fame aufgenommen.